# Osella
Osella Squadra Corse a fost o echipă de Formula 1 care a concurat in campionatul mondial între 1980 și 1990.

## Palmares în Formula 1
| Sezon | Piloți             | Puncte | Loc clasament general |
| ----- | ------------------ | ------ | --------------------- |
| 1990  | Olivier Grouillard | 0      | -                     |